# Fou brun
Sula leucogaster
Espèce
Statut de conservation UICN

 LC  : Préoccupation mineure
Le Fou brun (Sula leucogaster) est une espèce d'oiseaux marins de la famille des Sulidae.

## Taxonomie
Le fou brun a été décrit par le polymathe français Georges-Louis Leclerc, comte de Buffon dans son Histoire Naturelle des Oiseaux en 1781. L'oiseau a également été illustré dans une planche coloriée à la main et gravée par François-Nicolas Martinet dans les Planches Enluminées d'Histoire Naturelle qui ont été réalisées sous la supervision de Edme-Louis Daubenton pour accompagner le texte de Buffon. Buffon n'a pas donné de nom scientifique dans sa description, mais en 1783, le naturaliste néerlandais Pieter Boddaert a inventé le nom binomial Pelecanus leucogaster dans son catalogue des Planches enluminées. La localité type est Cayenne en Guyane. Le genre actuel Sula a été introduit par le zoologiste français Mathurin Jacques Brisson en 1760. Sula est le mot norvégien pour un fou de Bassan ; le leucogaster spécifique est du grec ancien leuko pour « blanc » et gastēr pour « ventre ».
D'après la classification de référence (version 14.1, 2024) de l'Union internationale des ornithologues, le Fou brun possède 4 sous-espèces (ordre philogénique) :
- Sula leucogaster. leucogaster (Boddaert, 1783) : Caraïbes et îles de l'Atlantique ;
- Sula leucogaster brewsteri (Nathaniel Stickney Goss, 1888) : Côtes du Pacifique des États-Unis et du Mexique ;
- Sula leucogaster etesiaca (Thayer & Bangs, 1905) : Côtes du Pacifique de l'Amérique centrale et de la Colombie ;
- Sula leucogaster plotus (Forster, JR, 1844) : Mer Rouge à travers l'océan Indien jusqu'au Pacifique occidental et central.

## Description

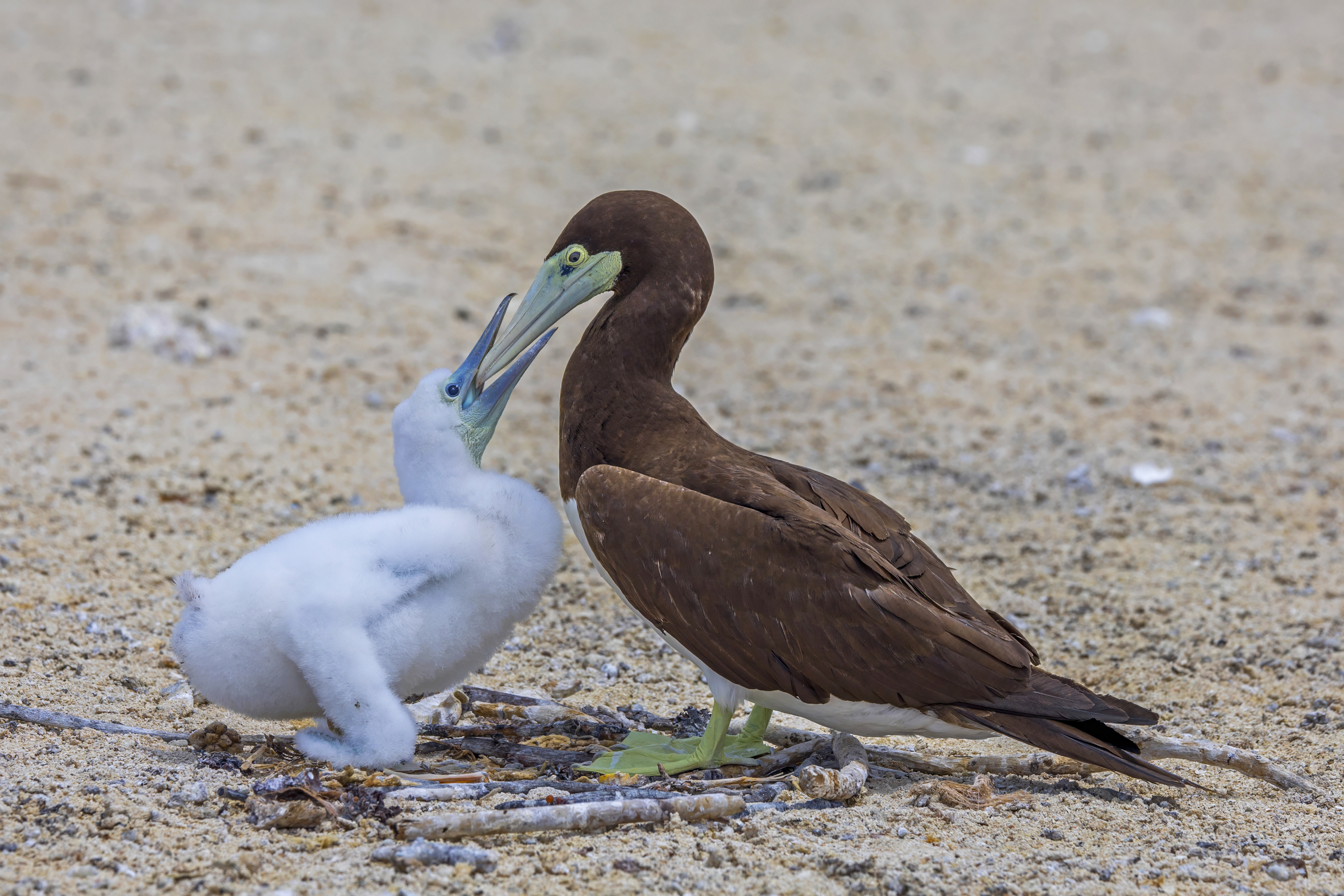
Une femelle de fou brun nourrissant un jeune.

La tête et le haut du corps (dos) du fou sont couverts d'un plumage brun foncé à noir, le reste (ventre) étant d'un blanc contrastant. Les couleurs de la partie nue varient géographiquement, mais pas de façon saisonnière. L'espèce présente également un dimorphisme sexuel des couleurs de la partie nue, les mâles ayant un anneau orbital bleu, par opposition à l'anneau orbital jaune de la femelle. En outre, le mâle de la sous-espèce S. l. brewsteri présente un plumage distinct, avec le front, la couronne avant et le menton blancs, qui se fondent dans un cou et une poitrine brun grisâtre.
La femelle atteint environ 80 centimètres de longueur, son envergure peut atteindre 150 cm et elle peut peser jusqu'à 1 300 g. Le mâle atteint environ 75 centimètres de longueur, son envergure peut atteindre 140 cm et il peut peser jusqu'à 1 000 grammes.
Contrairement aux autres espèces de fous, le plumage des juvéniles ressemble déjà à celui des adultes : il est gris-brun avec un assombrissement sur la tête, la face supérieure des ailes et la queue, tandis que le plumage inférieur de la poitrine et du dessous est fortement moucheté de brun sur blanc. Les juvéniles de la sous-espèce S. l. brewsteri se distinguent à nouveau par un plumage inférieur plus uniformément brun souris.
Leurs becs sont assez pointus et contiennent de nombreux coins dentelés. Leurs ailes sont assez courtes, ce qui leur permet de battre rapidement des ailes, mais leurs queues sont longues et effilées. Bien que ces oiseaux soient généralement silencieux, les observateurs d'oiseaux ont signalé à l'occasion des sons semblables à des grognements ou des cancanements.

## Répartition
Il niche sur les îles et dans les régions côtières des zones tropicales de l'océan Atlantique et de l'océan Pacifique.

Sula leucogaster leucogaster
Sula leucogaster plotus
Sula leucogaster brewsteri
Sula leucogaster etesiaca

## Écologie

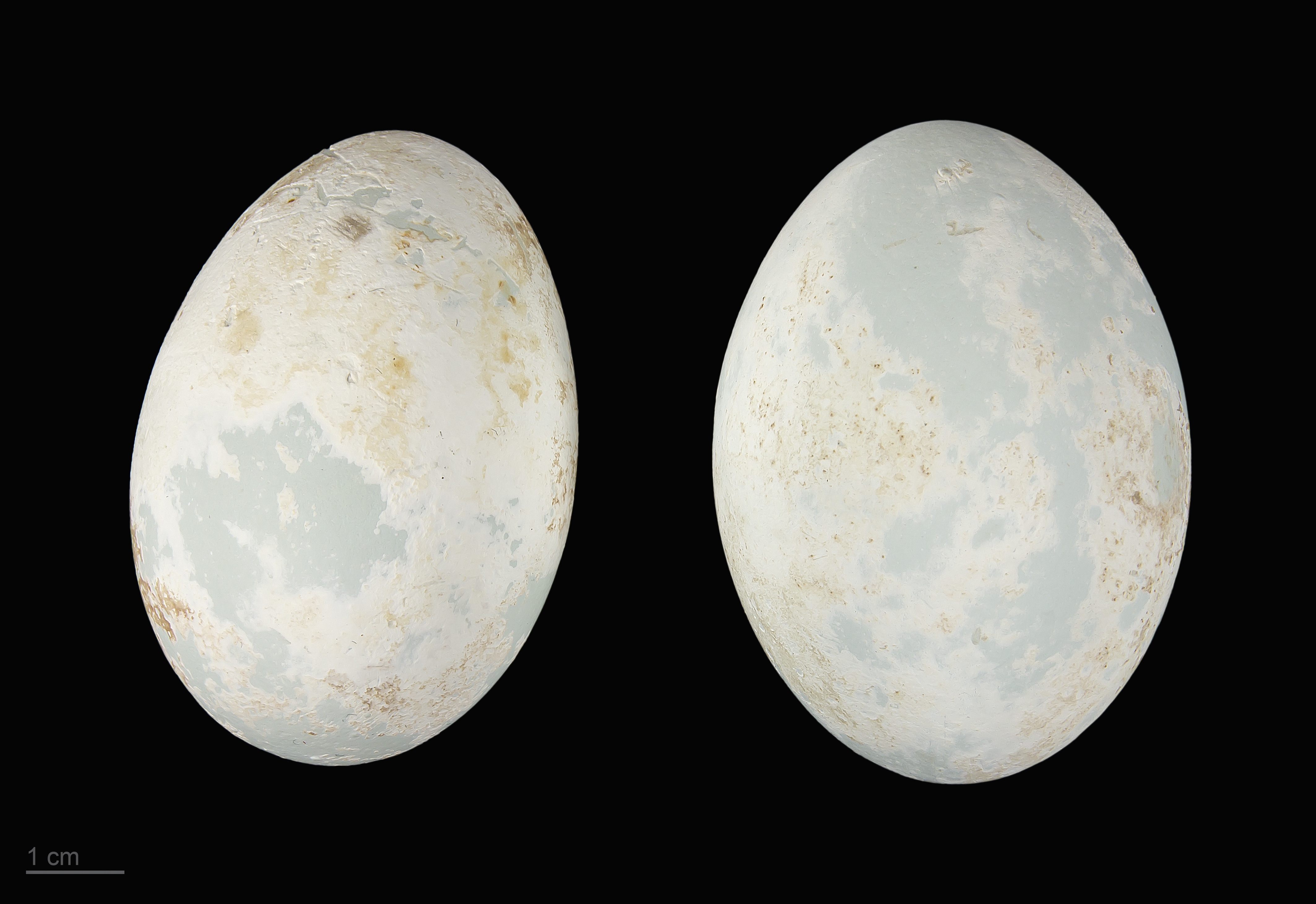
Œufs de Fou brun (Sula leucogaster) au MHNT.

Cette espèce se reproduit sur les îles et les côtes dans les zones pantropicales des océans Atlantique et Pacifique. Elle fréquente les aires de reproduction des îles du golfe du Mexique et de la mer des Caraïbes. Avec l'augmentation de la pollution dans le monde, les fous bruns utilisent les débris marins pour faire leur nid. Du plastique est retrouvé dans 90 % des nids, tandis que les nids situés près des épaves présentent un pourcentage élevé de débris d'épaves. Cet oiseau niche en grandes colonies, pondant deux œufs bleu crayeux sur le sol dans un monticule de coquilles brisées et de végétation, mais n'élève habituellement qu'un seul oisillon, le second à éclore étant incapable de rivaliser avec son frère aîné pour la nourriture, ou est même éjecté du nid par celui-ci. Il hiverne au large.
Les couples de fous bruns peuvent rester ensemble pendant plusieurs saisons. Ils effectuent des rituels de salutation élaborés et sont également des plongeurs spectaculaires, plongeant dans l'océan à grande vitesse. Ils se nourrissent principalement de petits poissons ou de calmars qui se rassemblent en groupes près de la surface et peuvent attraper des poissons bondissants en écumant la surface. Bien qu'ils soient des voiliers puissants et agiles, ils sont particulièrement maladroits lors des décollages et des atterrissages ; ils utilisent des vents forts et des perchoirs élevés pour faciliter leurs décollages.
Le principal prédateur du fou brun est le Jararaca-ilhoa, serpent de l'Île de Queimada Grande.